# National Firearms Act

O National Firearms Act (NFA), é uma lei editada pelo 73º Congresso, Sess. 2, ch. 757, 48 Stat. 1236 promulgada em 26 de junho de 1934, e atualmente codificada e alterada como I.R.C. CH. 53. Esta lei do Congresso dos Estados Unidos que, em linhas gerais, impõe um imposto especial de consumo sobre a fabricação e transferência de certas armas de fogo e obriga o registro dessas armas. A NFA também é referida como Título II das leis federais de armas de fogo, com a Lei de Controle de Armas de 1968 ("GCA") como Título I.
Todas as transferências de propriedade de armas de fogo registradas da NFA devem ser feitas por meio do Registro Nacional de Armas de Fogo e do Registro de Transferência (o "registro da NFA"). A NFA também exige que o transporte permanente de armas de fogo da NFA através das fronteiras estaduais pelo proprietário seja relatado ao Escritório de Álcool, Tabaco, Armas de Fogo e Explosivos (ATF). Os transportes temporários de alguns itens, principalmente supressores, não precisam ser relatados.